# 神戸市立桜が丘中学校
神戸市立桜が丘中学校（こうべしりつ さくらがおかちゅうがっこう）は、兵庫県神戸市西区にある公立中学校。

## 概要
- 卒業生を中心に略称として「がお中」が用いられることがある。（「さく中」は北区にある桜の宮中学校で既に使用されていたためこの略称になったという説があるが、詳しい経緯は不明。）現在はさく中と呼ばれている。

## 沿革
- 1981年（昭和56年） - 神戸市立押部谷中学校から分離し、開校。

## 部活動

### 運動部
- 野球部
- 陸上競技部
- 男子ソフトテニス部
- 女子卓球部
- 女子バレーボール部

### 文化部
- 吹奏楽部
- 総合文化部

## 進学前小学校
- 神戸市立桜が丘小学校
- 神戸市立木津小学校

## 周辺の道路
- 兵庫県道22号神戸三木線

## 通学区域が隣接している学校
- 神戸市立押部谷中学校
- 神戸市立櫨谷中学校
- 神戸市立太山寺中学校
- 神戸市立鈴蘭台中学校
- 神戸市立山田中学校

## 著名な出身者
- 橋本達弥（プロ野球選手）